# Río Deva
De Río Deva is een rivier in het noorden van Spanje op de grens tussen de provincies Asturië en Cantabrië, die van het Cantabrisch gebergte naar de Golf van Biskaje stroomt. Een deel van zijn loop stroomt de rivier door een diepe kloof, de Desfiladero de la Hermida.

## Etymologie
Het toponiem Deva verwijst naar de Keltische godheid Deva.

## Geografie

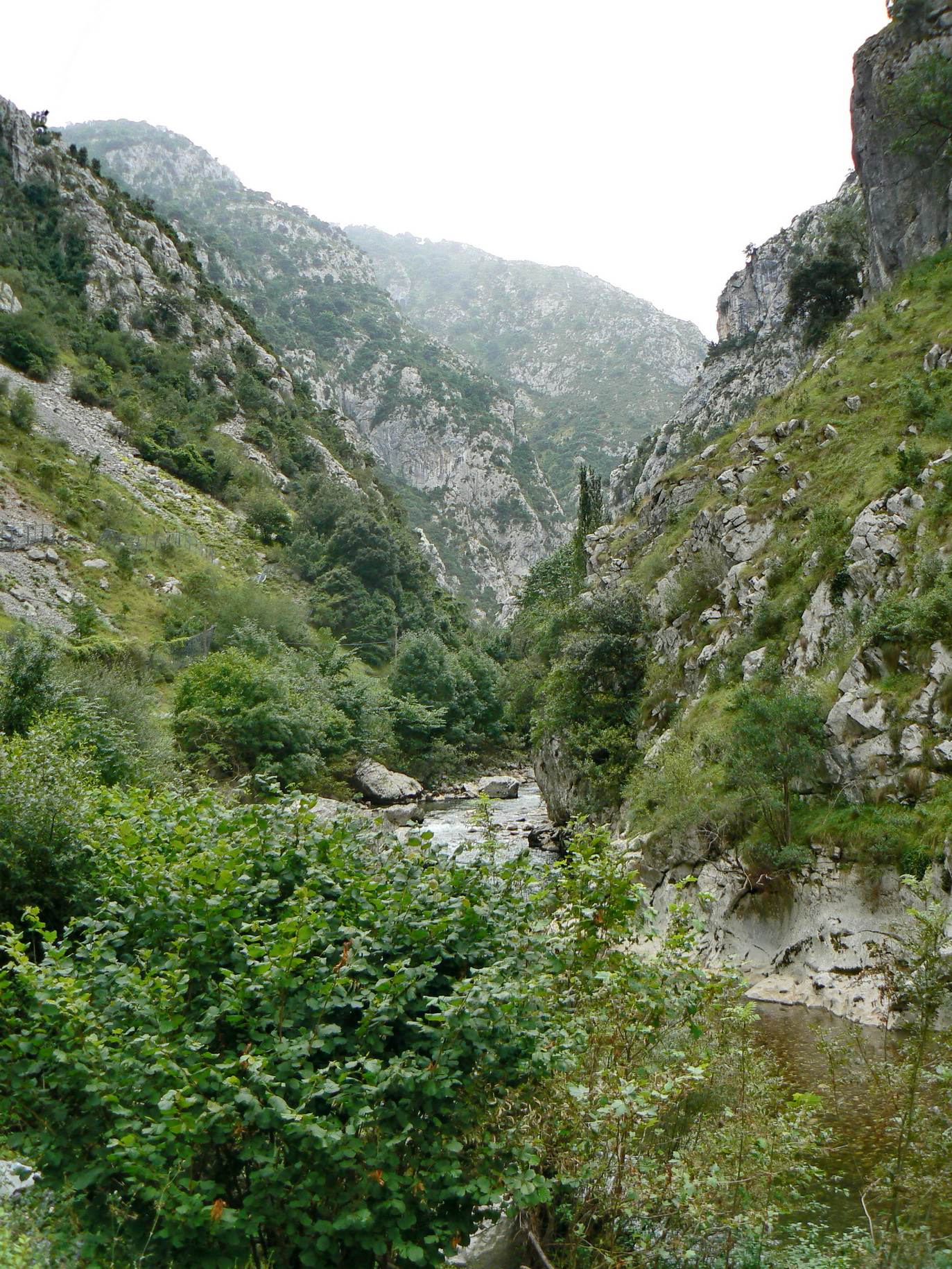
De Río Deva in de Desfiladero de la Hermida

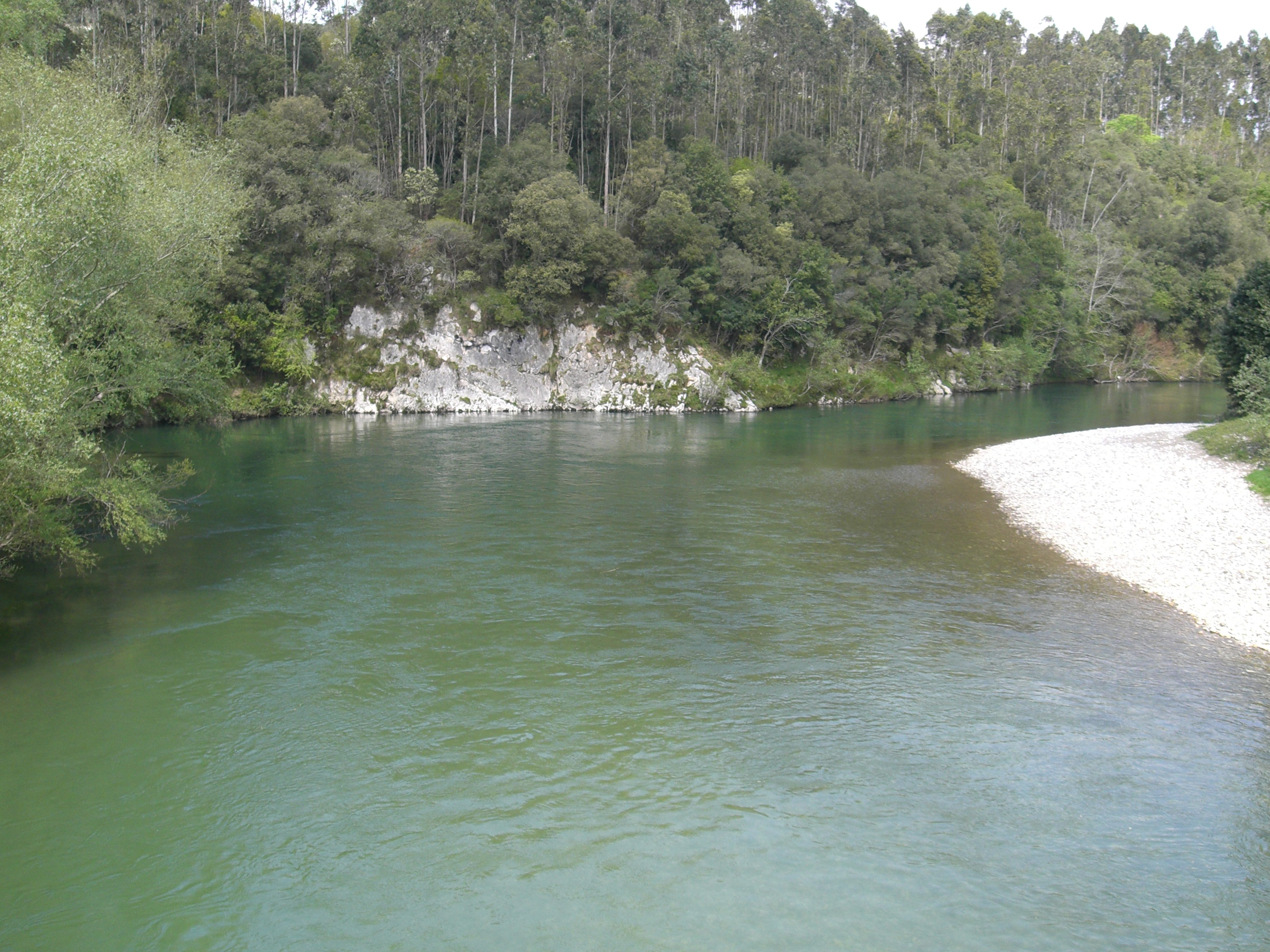
De Río Deva stroomafwaarts van Panes

De Río Deva ontspringt nabij Fuente Dé aan de zuidzijde van de Urrieles, het centrale massief van de Picos de Europa, en stroomt aanvankelijk zuidwaarts en vervolgens oostwaarts langs Camaleño en Potes, waar de Río Quiviesa de Deva vervoegt.
In Potes buigt de Río Deva naar het noorden af om zich enkele kilometers verder door de nauwe, 21 km lange Desfiladero de la Hermida te wurmen. Na de kloof ontvangt de Deva in Panes zijn belangrijkste zijrivier, de Río Cares, die water van de noordzijde van de Picos aanvoert.
Bij Unquera wijzigt de naam van de rivier in Ría de Tina Mayor, om enkele kilometers verder in de Golf van Biskaje uit te monden. De laatste kilometers vormt de rivier een getijdenrivier.
De belangrijkste zijrivieren zijn de Río Quiviesa, de Bullón, de Urdón en de Río Cares.

## Biotopen, flora en fauna en bescherming
De Río Deva staat bekend om zijn belangrijke populatie zalmen en wordt dan ook vanaf Panes sterk bevist.